# Riccardo Meili
Riccardo Meili (Suiza, 6 de marzo de 1982) es un futbolista suizo. Juega de portero en su actual club FC Concordia Basel.

## Carrera
Su comienzo fue en el SC Aadorf en 1999, pero después entra a jugar en el FC Frauenfeld. Durante 2002 y 2003, jugó en el Fútbol Club Basilea donde no participó en partidos. Más tarde, entra al FC Concordia Basel donde juega por dos años. En 2004, se va rumbo al FC Wil donde juega apenas dos partidos y no convierte ningún gol. Por segunda vez, regresó al Fútbol Club Basilea, donde esta vez tampoco jugó partidos y finalmente, desde 2006, juega otra vez en el FC Concordia Basel.

## Clubes
| Club                | País  | Año       |
| ------------------- | ----- | --------- |
| SC Aadorf           | Suiza | 1999-2001 |
| FC Frauenfeld       | Suiza | 2001      |
| Fútbol Club Basilea | Suiza | 2002-2003 |
| FC Concordia Basel  | Suiza | 2003-2004 |
| FC Wil              | Suiza | 2004-2005 |
| Fútbol Club Basilea | Suiza | 2005-2006 |
| FC Concordia Basel  | Suiza | 2006-     |

- Datos: Q7322919